# Birchiș

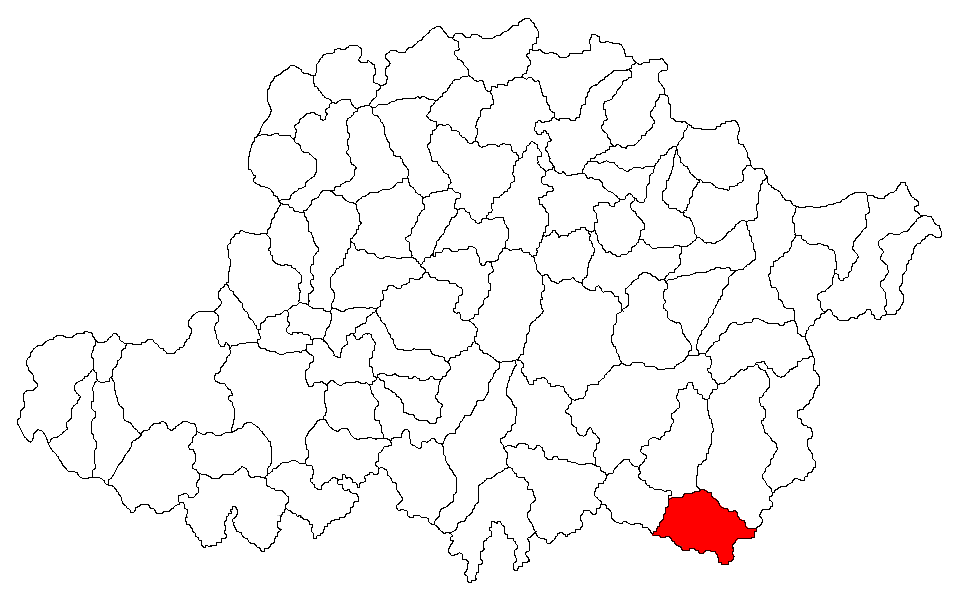
Lage der Gemeinde Birchiș im Kreis Arad

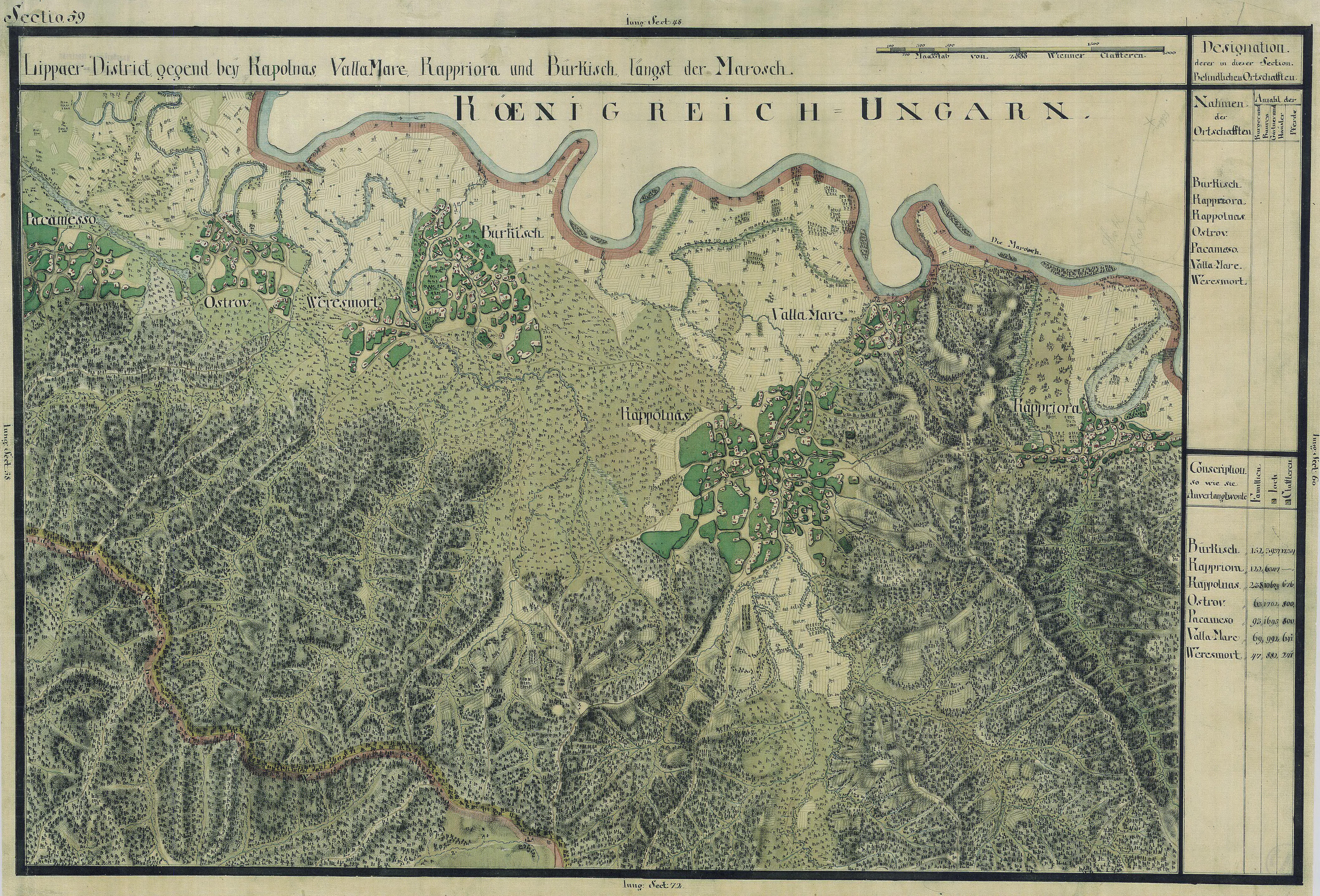
Birchiș (Bürkisch) auf der Josephinischen Landaufnahme von 1769–1772

Birchiș  (deutsch Birkisch oder Pirkisch, ungarisch Marosberkes) ist eine Gemeinde im Kreis Arad, im Banat, im Westen Rumäniens. Zu der Gemeinde Birchiș gehören auch die Dörfer Căpâlnaș, Ostrov und Virișmort.

## Geografische Lage
Birchiș liegt am linken Maroschufer, in der historischen Region Banat, in 81 km Entfernung von der Kreishauptstadt Arad.

## Nachbarorte
| Bulci     | Vărădia de Mureș                            | Săvârșin   |
| Virișmort | Kompassrose, die auf Nachbargemeinden zeigt | Căpâlnaș   |
| Groși     | Făget                                       | Bunea Mare |

## Geschichte
Die erste urkundliche Erwähnung der Ortschaft Piertes stammt aus dem Jahr 1596.
Im Laufe der Jahrhunderte traten verschiedene Ortsnamen in Erscheinung: 1596 Piertes, 1717 Birtesch, 1734 Pirkess, 1787 Birkis, 1808  Birkis, 1828 Birkis, Pirkisch, 1839 Birkis, 1858, 1863 Birkis, 1877 Birkis, 1882 Birkis, Birchisiu, 1891, 1893 Birkis, 1900 Birkis, 1909 Birchiș, Birkis, 1910, 1913 Marosberkes, 1921 Birchiș, Marosberkes, 1925 Birchiș.
Bis zum Ersten Österreichischen Türkenkrieg (1526) gehörte die Siedlung zum Königreich Ungarn und danach zum Osmanischen Reich (1526–1699). Nach dem Frieden von Karlowitz (1699) kam Arad und das Maroscher Land unter österreichische Herrschaft, während das Banat südlich der Marosch bis zum Frieden von Passarowitz (1718) unter Türkenherrschaft verblieb. Auf der Josephinischen Landaufnahme ist Burkisch eingetragen. Infolge des Österreichisch-Ungarischen Ausgleichs (1867) wurde das Arader Land, wie das gesamte Banat und Siebenbürgen, dem Königreich Ungarn innerhalb der Doppelmonarchie Österreich-Ungarn angegliedert. Die amtliche Ortsbezeichnung war Marosberkes. Der Vertrag von Trianon am 4. Juni 1920 hatte die Grenzregulierung zur Folge, wodurch Birchiș an das Königreich Rumänien fiel.
Im Banater Dorfmuseum, einer Zweigstelle des Banater Nationalmuseums in Timișoara, ist ein Töpferhaus aus Birchiș zusammen mit Töpferscheibe und Brennofen ausgestellt.

## Bevölkerungsentwicklung
| 1880 | 3763 | 3705 | 21  | 32 | 5              |
| 1910 | 3984 | 3770 | 133 | 27 | 54             |
| 1930 | 3714 | 3506 | 64  | 23 | 121            |
| 1977 | 2705 | 2592 | 12  | 1  | 100            |
| 1992 | 2106 | 1948 | 14  | -  | 144            |
| 2002 | 2044 | 1793 | 10  | 2  | 239            |
| 2021 | 1707 | 1457 | -   | -  | 250 (134 Roma) |